# Kokuraminami-ku
Kokuraminami-ku (小倉南区?) è uno dei sette quartieri amministrativi della città di Kitakyūshū, in Giappone.